# 111-й меридіан західної довготи
111-й меридіан західної довготи — лінія довготи, що лежить на 111 градусів західніше Гринвіцького меридіана. Вона проходить від Північного полюса через Північний Льодовитий океан, Північну Америку, Тихий океан, Південний океан та Антарктиду до Південного полюса.
В США кордон штату Вайомінг з штатами Монтана, Юта і Айдахо проходить уздовж меридіана, що лежить на 34 градуса західніше Вашингтонського меридіана, паралельно 111-му меридіану західної довготи, за 4 км на захід від нього.
111-й меридіан західної довготи формує велике коло разом із 70-тим меридіаном східної довготи.

## Список географічних об'єктів, що перетинає 111° зх. д.
Починаючи на Північному полюсі та рухаючись до Південного полюса, 111-й меридіан західної довготи проходить через:
| Координати                                                   | Країна, територія або море | Примітки |
| ------------------------------------------------------------ | -------------------------- | --- |
| 90°0′ пн. ш. 111°0′ зх. д. / 90.000° пн. ш. 111.000° зх. д.  | Північний Льодовитий океан | |
| 78°42′ пн. ш. 111°0′ зх. д. / 78.700° пн. ш. 111.000° зх. д. | Канада                     | Північно-Західні території — проходить через острів Борден |
| 78°22′ пн. ш. 111°0′ зх. д. / 78.367° пн. ш. 111.000° зх. д. | Протока Вілкінс[en]        | |
| 78°6′ пн. ш. 111°0′ зх. д. / 78.100° пн. ш. 111.000° зх. д.  | Канада                     | Північно-Західні території — проходить через острів Маккензі-Кінг |
| 77°25′ пн. ш. 111°0′ зх. д. / 77.417° пн. ш. 111.000° зх. д. | Північний Льодовитий океан | |
| 75°32′ пн. ш. 111°0′ зх. д. / 75.533° пн. ш. 111.000° зх. д. | Канада                     | Північно-Західні території — проходить через острів Мелвілл |
| 74°37′ пн. ш. 111°0′ зх. д. / 74.617° пн. ш. 111.000° зх. д. | Протока Паррі              | Протока Віконта Мелвілла |
| 72°25′ пн. ш. 111°0′ зх. д. / 72.417° пн. ш. 111.000° зх. д. | Канада                     | Північно-Західні території — проходить через острів Вікторія Нунавут — проходить через острівВікторія Нунавут — проходить через острів Едінбург[en]                     |
| 68°28′ пн. ш. 111°0′ зх. д. / 68.467° пн. ш. 111.000° зх. д. | Затока Коронейшн           | |
| 67°53′ пн. ш. 111°0′ зх. д. / 67.883° пн. ш. 111.000° зх. д. | Канада                     | Нунавут — проходить через острів Хепберн[en] і материк Північно-Західні території — проходить через Велике Невільниче озеро Саскачеван — проходить через озеро Атабаска |
| 49°0′ пн. ш. 111°0′ зх. д. / 49.000° пн. ш. 111.000° зх. д.  | США                        | Монтана Вайомінг Юта Аризона — проходить західніше Тусона |
| 31°20′ пн. ш. 111°0′ зх. д. / 31.333° пн. ш. 111.000° зх. д. | Мексика                    | Сонора — проходить західніше Ермосійо |
| 27°58′ пн. ш. 111°0′ зх. д. / 27.967° пн. ш. 111.000° зх. д. | Каліфорнійська затока      | |
| 25°25′ пн. ш. 111°0′ зх. д. / 25.417° пн. ш. 111.000° зх. д. | Мексика                    | Проходить через півострів Каліфорнія Південна Нижня Каліфорнія |
| 24°4′ пн. ш. 111°0′ зх. д. / 24.067° пн. ш. 111.000° зх. д.  | Тихий океан                | |
| 18°50′ пн. ш. 111°0′ зх. д. / 18.833° пн. ш. 111.000° зх. д. | Мексика                    | Коліма — проходить через острів Сокорро |
| 18°44′ пн. ш. 111°0′ зх. д. / 18.733° пн. ш. 111.000° зх. д. | Тихий океан                | |
| 60°0′ пд. ш. 111°0′ зх. д. / 60.000° пд. ш. 111.000° зх. д.  | Південний океан            | |
| 74°13′ пд. ш. 111°0′ зх. д. / 74.217° пд. ш. 111.000° зх. д. | Антарктида                 | Проходить через Землю Мері Берд, на яку жодна країна не претендує |